# Белевская, Елена Васильевна
Елена Васильевна Белевская (в девичестве — Митяева, род. 11 октября 1963 года, Евпатория) — бывшая советская и белорусская легкоатлетка, а ныне тренер, специализирующаяся в прыжках в длину.
Серебряный призёр чемпионата мира 1987 года. Бронзовый призёр чемпионата мира в помещении 1987 года. Бронзовый призёр чемпионата Европы в помещении 1987 года. Серебряный призёр Игр доброй воли 1986 года. Участница летних Олимпийских игр 1988 года. Двукратная чемпионка СССР (1986, 1987).
Экс-рекордсменка СССР в прыжке в длину — 7,39 м (1987). Действующая рекордсменка Белоруссии.

## Биография
Елена Васильевна Митяева родилась 11 октября 1963 года в Евпатории. Начала заниматься лёгкой атлетикой в 10 лет. До 20 лет тренировалась в спортивной школе «Авангард» под руководством Нины Абакумовой. В 1984 году получила звание мастера спорта СССР международного класса. Затем вышла замуж за Сергея Белевского и переехала в Белоруссию, где жила до 1992 года и тренировалась у Валерия Бунина.
В 1992 году вместе с мужем переехала в станицу Кущёвскую. В 1999 году у них родилась дочь Маргарита, через год — сын Андрей, а в 2001 году — двойняшки Любовь и Галина.
В настоящее время Елена Васильевна работает тренером по лёгкой атлетике в кущёвской ДЮСШ.

## Основные результаты

### Международные
| Год  | Соревнования                             | Место проведения        | Место | Результат |
| ---- | ---------------------------------------- | ----------------------- | ----- | --------- |
| 1986 | Игры доброй воли                         | Москва, СССР            | 2     | 7,17 м    |
| 1986 | Чемпионат Европы                         | Штутгарт, ФРГ           | 7     | 6,58 м    |
| 1987 | Чемпионат по лёгкой атлетике в помещении | Льевен, Франция         | 3     | 6,76 м    |
| 1987 | Чемпионат мира в помещении               | Индианаполис, США       | 3     | 6,76 м    |
| 1987 | Чемпионат мира                           | Рим, Италия             | 2     | 7,14 м    |
| 1988 | Летние Олимпийские игры                  | Сеул , Республика Корея | 4     | 7,04 м    |
| 1991 | Чемпионат мира                           | Токио, Япония           | 8     | 6,69 м    |

### Национальные
| Год  | Соревнования               | Место проведения | Место | Результат |
| ---- | -------------------------- | ---------------- | ----- | --------- |
| 1985 | Чемпионат СССР             | Ленинград        | 3     | 7,00 м    |
| 1986 | Чемпионат СССР в помещении | Москва           | 2     | 6,96 м    |
| 1986 | Чемпионат СССР             | Киев             | 1     |           |
| 1987 | Чемпионат СССР             | Брянск           | 1     | 7,39 м    |